# Jamie Allen (football, mai 1995)
Jamie Allen, né le 25 mai 1995 à Preston en Angleterre, est un footballeur international montserratien qui évolue comme attaquant au Telford United.

## Carrière en club

### Fleetwood Town
Allen commence sa carrière à Fleetwood Town en 2013. Il connaît des périodes de prêt au Barrow AFC et à l'AFC Fylde, avant d'être libéré à l'été 2015, après avoir joué cinq fois et marqué un but.

### Southport FC
Allen rejoint le Southport FC peu de temps après sa libération. Il marque quatre buts lors de sa première saison.

### Dover Athletic
Après la relégation de Southport lors de la saison 2016-2017, Allen rejoint l'équipe de National League Dover Athletic pour un montant qui n'est pas divulgué. Allen fait ses débuts le 5 août 2017, avec une victoire 1-0 à l'extérieur contre Hartlepool United et dans laquelle il marque le seul but du match.

### Halifax Town
Le 9 juillet 2019, Allen signe pour Halifax Town après avoir rompu son contrat avec Dover par consentement mutuel. Le 9 juin 2022, Allen signe un nouveau contrat avec le club pour le reconduire jusqu'à la saison 2022-2023.

## Carrière internationale
Allen est appelé en équipe de Montserrat en novembre 2019 et fait ses débuts contre le Salvador le 16 novembre 2019.

## Style de jeu
Allen peut jouer en tant qu'ailier ou en tant qu'attaquant. Il est connu pour sa vitesse.

## Vie privée
En juillet 2022, Allen participe à la huitième saison de Love Island (en) diffusée par ITV2. Au moment du tournage, Allen était sous contrat avec Halifax, une équipe de National League, et son club a déclaré que « l'affaire sera examinée à son retour ».